# NGC 118
NGC 118 је галаксија у сазвежђу Кит која се налази на NGC листи објеката дубоког неба.
Деклинација објекта је - 1° 46' 47" а ректасцензија 0h 27m 16,1s. Привидна величина (магнитуда) објекта NGC 118 износи 13,6 а фотографска магнитуда 14,6. NGC 118 је још познат и под ознакама UGC 264, MCG 0-2-32, MK 947, IRAS 00247-0203, KUG 0024-020B, UM 244, CGCG 383-16, 3ZW 9, NPM1G -02.0006, PGC 1678.